# سارة شعاري
سارة شعاري (مواليد 5 فبراير 2005) هي لاعبة تايكوندو بلجيكية، حصلت على الميدالية الذهبية في بطولة العالم للتايكوندو 2022.

## وصلات خارجية
- سارة شعاري على موقع TaekwondoData.com (الإنجليزية)
- سارة شعاري على موقع اللجنة الأولمبية البلجيكية (الهولندية)